# 라팔마 (파나마)

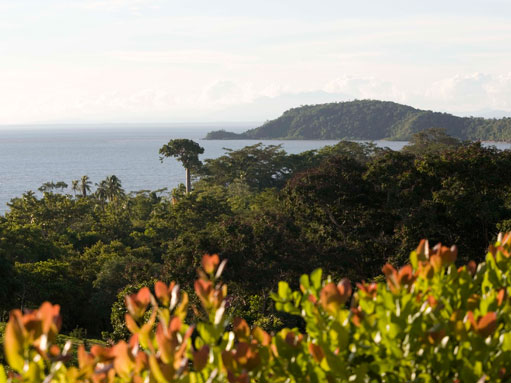
라팔마

라팔마(스페인어: La Palma)는 파나마 동부에 위치한 도시로 다리엔 주의 주도이며 면적은 526.6km2, 인구는 4,205명(2010년 기준)이다.